# Milan Ivana
Milan Ivana (Kálnica, 26 novembre 1983) è un ex calciatore slovacco, di ruolo attaccante.

## Palmarès

### Club

#### Competizioni nazionali
- Gambrinus Liga: 2

Slavia Praga: 2007-2008, 2008-2009
- Coppa di Slovacchia: 1

Slovan Bratislava: 2009-2010
- Campionato slovacco: 1

Slovan Bratislava: 2010-2011

### Individuale
- Capocannoniere della Gambrinus Liga: 1

2005-2006 (11 reti)